# Kerstin Kromminga
Kerstin Kromminga (* 2. April 1970 in Leer) ist eine deutsche Clownin und Moderatorin,  Hörfunk-Journalistin und Autorin.

## Leben
Kromminga wuchs in einem kleinen ostfriesischen Dorf in einer Umgebung auf, in der viel Plattdeutsch gesprochen wurde. Mit acht Jahren fasste sie den Entschluss: „Dor will ick ok mitmaken!“ – und bei ihrer Oma im Rheiderland konnte sie das auch tun.
Sie studierte Politik, Journalistik und Spanisch in Hamburg, Bradford (England) und Hannover. Darüber hinaus absolvierte sie als staatlich anerkannte Clownin eine Schauspielausbildung mit Schwerpunkt Clowntheater und Komik an einer Privatschule in Hannover. Sie spielte mehrere Jahre lang Kinder- und Jugendstücke und Boulevardkomödie – auch auf Plattdeutsch.
Als Hörfunk-Journalistin begann sie im Jahr 1994 zu arbeiten – zuerst beim Norddeutschen Rundfunk (NDR), dann viele Jahre bei Radio Bremen. Dort war sie Reporterin, Redakteurin und Moderatorin, u. a. bei der plattdeutschen Sendung Dat Sünndagsradio. Plattdeutsche Geschichten für die NDR-Sendereihe Hör mal ’n beten to schreibt und liest sie seit dem Jahr 2000.
In dem plattdeutschen Spielfilm Apparatspott – Gerangel in Ruum un Tied aus dem Jahr 2003 spielte sie die Rolle der Ulla Alglöv.
Am 16. Mai 2004 wurde sie Nachfolgerin von Gerlind Rosenbusch in der Fernsehsendung Talk op Platt, einer Talkshow auf Plattdeutsch, die von 1982 bis 2006 mit mehr als 150 Folgen vom NDR produziert und ausgestrahlt wurde. An der Seite von Falko Weerts interviewte sie dort als „Utfragerin“ (Moderatorin) bis 2006 regionale Gäste und führte durch die Sendung.
Sie ist als Autorin beim Hamburger Quickborn-Verlag gelistet, der auf plattdeutsche Literatur spezialisiert ist.
Von 2008 bis 2016 arbeitete Kromminga als Pressesprecherin für die Arbeiterwohlfahrt, AWO Bezirksverband Hannover e. V.
Zurzeit arbeitet sie als Clinic Clownin und freie Autorin und Texterin.
Im Oktober 2023 veröffentlichte sie ihr erstes Jugendtheaterstück Botenstoffe. Das Stück handelt von Kindern und Jugendlichen, die nach oder während der Corona-Pandemie psychische Belastungsstörungen entwickelt haben.
Kerstin Kromminga lebt in Hannover, ist verheiratet und hat zwei Kinder.

## Werke (Auswahl)
- Dat Hoar in de Supp. Quickborn-Verlag, Hamburg 2005, ISBN 978-3-87651-285-3
- Botenstoffe (Jugendtheaterstück) Theaterverlag Cantus, Grasellenbach 2023